# Renault
Renault [rənó] je francoska multinacionalna družba za proizvodnjo vozil. Podjetje sta ustanovila brata Renault in leta 1898 izdelala svoj prvi avtomobil, leta 1900 pa sta že uspešno konkurirala na mednarodnih dirkah. Njuno podjetje je načrtno razširilo ponudbo vozil, od ekonomičnih pa do prestižnih. Zmerno, a vztrajno je uveljavljalo novosti.
Na Slovenskem so sprva posamezne Renaultove modele sestavljali v ljubljanskem Litostroju, kasneje pa v novomeškem IMV (danes Revoz).

## Produkti in proizvodnja

### Aktualni modeli avtomobilov
- Renault 5 E-Tech
- Renault 4 E-Tech
- Renault Clio
- Renault Captur
- Renault Megane E-Tech
- Renault Symbioz
- Renault Arkana
- Renault Scenic E-Tech
- Renault Austral
- Renault Espace
- Renault Rafale
- Renault Kangoo